# Владивостокское духовное училище

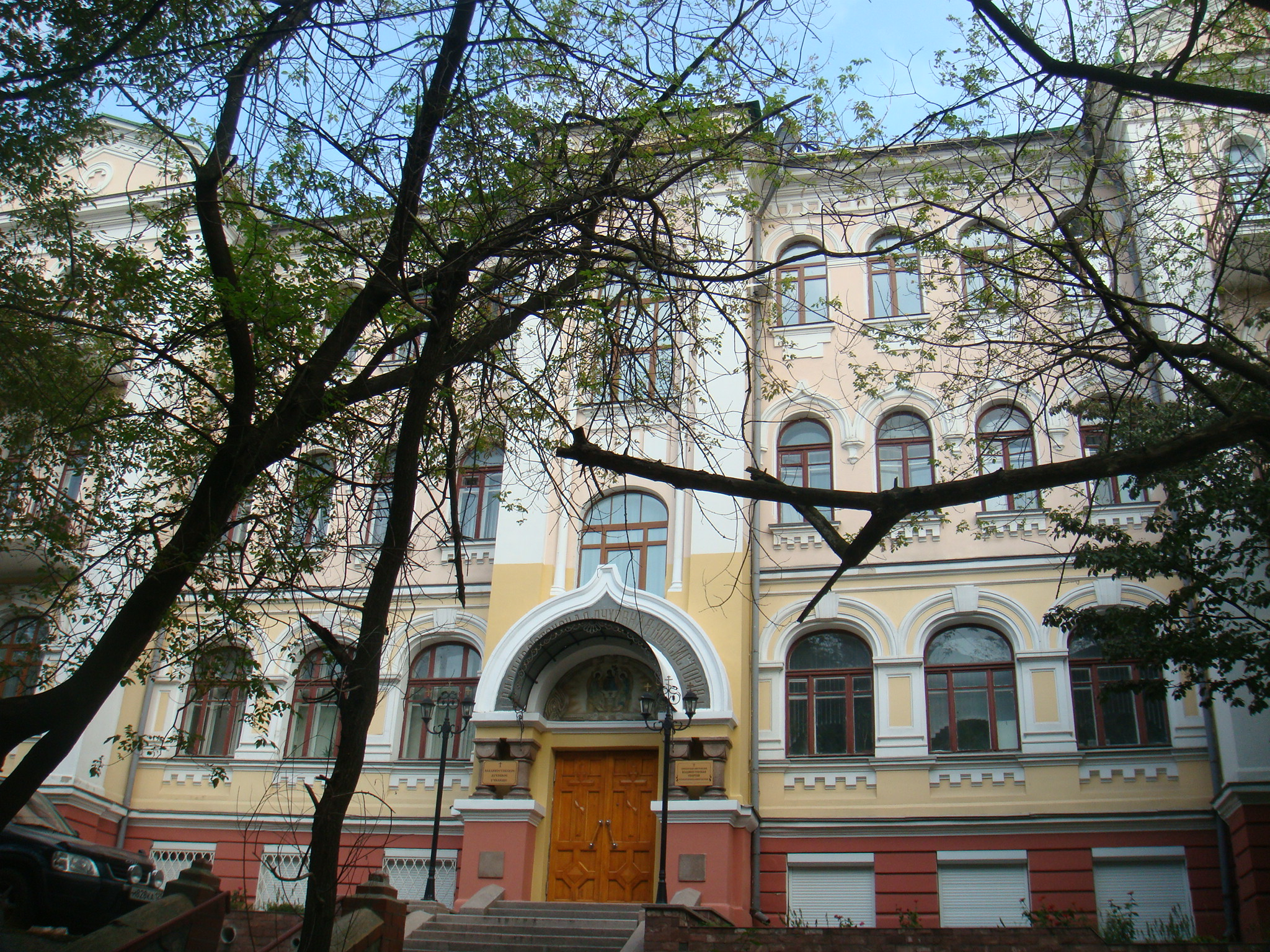
Здание Владивостокской духовной консистории

Владивосто́кское духо́вное учи́лище — учебное заведение Владивостокской епархии Русской православной церкви, существовавшее в 1992—2016 годы.

## История
Было создано 30 марта 1992 года. Учебное заведение среднего религиозного профессионального образования по подготовке священно- и церковнослужителей (лицензия на осуществление образовательной деятельности № 113). Несколько лет ушло на подбор преподавательского состава, а в 1995 году начались учебные занятия. Изначально имело двухлетний курс образования. Помимо очного, был открыт сектор заочного обучения.
15 июля 2016 года решением Священного синода РПЦ усвоено название «Духовный центр подготовки церковных специалистов» в области катехизической, миссионерской, молодежной и социальной деятельности. За 1997—2016 годы выпускниками училища стали 141 человек; из них священнослужителями стали — 64 человека, 53 — являются клириками Владивостокской епархии, 6 человек — клирики Находкинской епархии, 5 — клирики Арсеньевской епархии. Существенное количество выпускников продолжают обучение в вузах. В июле 2016 года во Владивостокском Духовном училище состоялся последний, 18-й выпуск.

## Обучение
Учебный план Духовного училища включает преподавание следующих предметов: Библейская история, катехизис, литургика, история Русской Православной Церкви, церковно-славянский язык, практикум по церковно-славянскому языку, церковное пение, русский язык, догматическое богословие, Священное Писание Ветхого и Нового Заветов, общая церковная история, основное богословие, сравнительное богословие, практическое руководство для пастырей, сектоведение.
Срок обучения — дневное отделение 3 года, заочное отделение — 3 года. На дневное отделение принимались лица мужского пола до 35 лет православного вероисповедания, имеющие полное среднее или высшее образование, холостые или состоящие в первом браке. На заочное отделение принимались лица без ограничения возраста, состоящие в священном сане.